# Глушко, Василий Васильевич

Памятник на могиле В. В. Глушко на Лычаковском кладбище (Львов)

Василий Васильевич Глушко́ (укр. Василь Васильович Глушко; 28 августа 1920, Богучар, Воронежская губерния — 24 августа 1998, Львов) — советский украинский учёный, геолог-нефтяник, педагог, доктор геолого-минералогических наук (1966), профессор (1967), член-корреспондент Академии Наук УССР (1970), академик Украинской нефтегазовой академии (1993). Лауреат Государственной премии Украины в области науки и техники (1986, 1994).

## Биография
После окончания в 1942 году геологического факультета Воронежского университета работал начальником геологического отряда в Казахстано-Алтайской экспедиции. Затем был призван в армию.
Участник Великой Отечественной войны. С 1943 по 1945 г. находился на фронте.
После демобилизации направлен во «Львовнефтегазоразведку», где работал геологом, начальником партии, главным геологом треста. С 1955 по 1979 год — заместитель директора, а позже директор Украинского научно-исследовательского геологоразведочного института (Львов, 1965—1979).
Умер во Львове и похоронен на Лычаковском кладбище.

## Научная деятельность
В. В. Глушко — выдающийся исследователь региональной тектоники и нефтегазоносности районов Карпат, Прикарпатья, Припяти, Днепровско-Донецкого и Причерноморских регионов, Северо-Западной Европы.
Около пяти лет В. В. Глушко возглавлял научно-поисковые работы советских геологов-нефтяников в Германии и Польше, где изучалось геологическое строение бассейна Северного моря и смежных с ним территорий. Неоднократно в качестве консультанта выезжал за границу для оказания помощи и определения направлений геолого-разведывательных работ на нефть и газ в Болгарию, Венгрию, Польшу, Чехословакию, Румынию и Марокко.

## Избранные научные труды
Большинство работ профессора Глушко касаются проблем расположения месторождений нефти и газа, направления поисково-разведывательных работ и оценки перспектив их поисков.
Автор около 300 научных работ, из них 17 монографий, в том числе фундаментальных работ:
- Геология нефтяных и газовых месторождений Украинской ССР (1963),
- Геологическое строение и горючие ископаемые Украинских Карпат (1971),
- Геологическая карта Украинских Карпат и прилегающих неогеновых прогибов (1968).
- Обоснование поисков нефти и газа в глубокозалегающих горизонтах Украинских Карпат (1977).
- Районирование северной части территории ГДР по возрасту складчатого основания (1974),
- Геологическое строение и газоносность Северного моря (1972),
- Гронинген — крупнейшее газовое месторождение Западной Европы (1972),
- Месторождения нефти и газа Северо-Западноевропеской нефтегазоносной провинции (1975),
- Фосфориты Запада Украины (1989, в соавт. Ю. Сеньковский).

## Педагогическая и общественная деятельность
Научную работу В. В. Глушко сочетал с педагогической, научно-организационной и общественной деятельностью. С 1979 года он профессор кафедры исторической геологии и палеонтологии геологического факультета Львовского университета им. И. Франко. Под его руководством подготовлено 25 кандидатов геолого-минералогических наук. 
В. В. Глушко был постоянным членом тектонической комиссии Карпато-Балканской геологической ассоциации, ряда рабочих групп нескольких международных геологических проектов, членом Межведомственного литологического комитета при Президиуме АН УССР, вице-президентом Львовского геологического общества, членом редколлегии многих журналов и других периодических изданий.

## Награды и звания
- Орден Отечественной войны ІІ степени (1945),
- Орден Отечественной войны (1985 год),
- Орден Красной Звезды (1945),
- Орден Трудового Красного Знамени (1963),
- Орден Октябрьской Революции (1971),
- медали СССР,
- Государственная премия Украины в области науки и техники (1986, 1994),
- Заслуженный геолог Украинской ССР (1970),
- Почëтный разведчик недр,
- Почëтный доктор естественных наук Фрайбергской горной академии (Германия, 1976),
- Премия им. академика В. И. Вернадского (1994),

- Научная деятельность Глушко была высоко оценена в ГДР. Его наградили орденом За заслуги перед ГДР, медалью имени С. фон Бубнова и золотым знаком общества немецко-советской дружбы.